# Vilmányi Benett
Vilmányi Benett Gábor (1994. április 30. –) magyar színművész.

## Életpályája
Édesapja Vilmányi Gábor, a Manhattan együttes tagja, édesanyja vállalkozó, egy fiútestvére van. 1994-ben született. 10 évig focizott hátvédként. Tizenhárom évesen – az iskolapadból – választották ki Sopsits Árpád A hetedik kör című filmjének főszerepére. Hatására a Vörösmarty Mihály Gimnázium dráma tagozatos osztályába jelentkezett, de végül a Nemes Nagy Ágnes Humán Szakközépiskolában érettségizett. 2013 és 2018 között a Színház- és Filmművészeti Egyetem hallgatója volt – ahová elsőre felvették –, Zsámbéki Gábor osztályában. Gyakorlati évét a Radnóti Színházban töltötte, majd 2018-ban oda szerződtették. 2020-ig volt a színház tagja. A Nemes Nagy Ágnes Humán Szakközépiskola óraadó tanára, színészmesterséget oktat. 2021 novemberében a Jurányi Házban mutatta be  1 V 1 – zenés stand-up című monodrámáját, amellyel megnyerte a Fővárosi Önkormányzat Staféta pályázatát.
Kedvenc magyar színésze: Thuróczy Szabolcs és Molnár Piroska

## Filmes és televíziós szerepei
- A hetedik kör (2009) ...Sanyi
- Átok (2010-2012) ...Csabi
- T.Ú.K. - Tanár úr kérem! (2011) ...Frici
- Szürke senkik (2016) ...olasz fiú
- Terápia (2017) ...Zsolt
- Korhatáros szerelem (2017–2018) ...Benett
- Egynyári kaland (2018) ...Krisztián
- Guerilla (2019) ...Antal
- Felkészülés meghatározatlan ideig tartó együttlétre (2020) ...Alex
- Zanox – Kockázatok és mellékhatások (2022) ...Barna Béla
- Larry (2022) ...Larry
- Háromezer számozott darab (2023) ...díler
- Látom, amit látsz (2023) ...Ábel
- Csendes éj (2024) ...Balu
- A brutalista (2024) ..Binyamin

## Díjak
- Junior Prima díj (2022, nem vette át)

Az átadón közvetlenül előtte megkérték, hogy a beszédében ne politizáljon, azonban ő nem politikamentes beszéddel készült, így azt inkább  visszautasította. 25 korábbi díjazott nyílt levelet tett közzé, amelyben leírják, hogy a kérés üzenete szerintük félrement, mert az csak a díj szakmai hitelességének és méltóságának sértetlenségét szolgálta, és a visszautasítást indokolatlannak és feleslegesnek tartják. Vilmányi döntése szerintük a valódi cenzorok helyett a demokratikusan működő jelölőknek és zsűritagoknak üzen, amit sajnálatosnak tartanak. Hangsúlyozva a szólásszabadság melletti elkötelezettségüket úgy fogalmaztak: „nem érezzük hősiesnek, ha valaki ellenséget kiált egy olyan helyen, ahol barátok veszik körül”.
- Magyar Filmkritikusok Díja – A legjobb férfi főszereplő (2023)[16]

## Portré
- Propaganda – Vilmányi Benett (2020)
- DTK: Elviszlek magammal – Vilmányi Benett (2023)